# Harold Fred Rutland
Harold Fred Rutland (auch Harold Rutland, * 21. August 1900 in London; † 23. Juli 1977 ebenda) war ein britischer Musikkritiker, Musikschriftsteller, Pianist und Komponist.

## Leben und Werk
Rutland studierte von 1914 bis 1918 an der Guildhall School of Music and Drama in London, am Queens College in Cambridge (Diplom im Orgelspiel) und dann am Royal College of Music in London (Klavier bei George Herbert Fryer, Harmonielehre bei Charles Wood, Komposition bei Arthur Bliss und Dirigat bei Adrian Boult).
Von 1922 bis 1940 war Rutland als Pianist und Privatmusiklehrer tätig. Von 1940 bis 1956 gehörte er dem Stab der Musikabteilung der BBC für das Programm The Radio Times an. Von 1957 bis 1960 war er Herausgeber der Musical Times (MT) 1958 wurde er Examiner am Trinity College of Music in London.
Rutland schrieb neben einer Reihe von Aufsätzen J. Ireland. A Biografical Sketch (London und New York 1965) und Trinity College of Music. The first Hundred Years. (London 1972). Als Komponist trat er mit Klavierstücken (Two Sea Shanties, 1928; Toccata, 1928; Siciliana, 1929; Brant Eleigh, 1957) und Liedern (to the moon, 1923) hervor.